# Donja Sipulja
Donja Sipulja (em cirílico: Доња Сипуља) é uma vila da Sérvia localizada no município de Loznica, pertencente ao distrito de Mačva, na região de Podrinje Jadar. A sua população era de 176 habitantes segundo o censo de 2011.

## Demografia
| 1948 | 1953 | 1961 | 1971 | 1981 | 1991 | 2002 | 2011 |
| ---- | ---- | ---- | ---- | ---- | ---- | ---- | ---- |
| 932  | 916  | 799  | 623  | 444  | 320  | 244  | 176  |